# Wesley Martins de Souza
Wesley Martins de Souza (Campo Grande, 3 de outubro de 1989) é um futebolista paralímpico brasileiro, que se posiciona como atacante.
Atualmente atua na seleção brasileira de futebol de 7, exclusiva a deficientes intelectuais, na qual representou seu país nos Jogos Olímpicos de Verão de 2016, no Rio de Janeiro.